# Apranga
Die APB Apranga ist das größte litauische Einzelhandelsunternehmen der Bekleidungsbranche. Es entstand 1993 als Valstybinė drabužių prekybos bazė aus einem 1945 gegründeten Staatsunternehmen. 2003 startete das Unternehmen seine Aktivitäten in Lettland und 2004 in Estland. 2013 besaß die Gruppe in den baltischen Staaten 141 Geschäfte: 92 in Litauen, 37 in Lettland und 12 Estland. Die Apranga-Gruppe besteht aus der Muttergesellschaft und 16 Tochtergesellschaften. Das Unternehmen gehört der Holding MG Baltic Investment.
2012 erzielte die Gruppe einen Gesamtumsatz von 529,6 Mio. Litas.